# In the End (Black Veil Brides)
In the End è un singolo della rock band statunitense Black Veil Brides, tratto dal loro terzo album Wretched and Divine. La canzone è stata distribuita il 31 ottobre 2012 negli Stati Uniti, come primo singolo tratto dall'album. Si tratta del sesto singolo del gruppo.

## Video musicale
Il video del brano è stato pubblicato su YouTube il 12 dicembre 2012. Il video mostra la band suonare in diversi ambienti, ovvero un deserto, una chiesa e una fabbrica abbandonata.

## Formazione
- Andy Biersack - voce
- Jake Pitts - chitarra solista
- Jinxx - chitarra ritmica, violino, violoncello, cori
- Ashley Purdy - basso, cori
- Christian "CC" Coma - batteria, percussioni, cori